# Kulu Sé Mama
Kulu Sé Mama från 1967 är ett jazzalbum med John Coltrane . Det blev det sista albumet som gavs ut under Coltranes livstid.

## Låtlista
Musiken är skriven av John Coltrane om inget annan anges.
1. Kulu Sé Mama (Juno Sé Mama) (Juno Lewis) – 18:50
2. Vigil – 9:51
3. Welcome – 5:34

Bonusspår på cd-utgåvan från 2000
1. Selflessness – 14:49
2. Dusk Dawn – 11:00
3. Dusk Dawn [alt take] – 9:29

## Inspelningsdata
10 juni 1965 i Van Gelder Studio, Englewood Cliffs (spår 3)
16 juni 1965 i Van Gelder Studio, Englewood Cliffs (spår 2, 5, 6)
14 oktober 1965 i Western Recorders, Los Angeles (spår 1, 4)

## Musiker
- John Coltrane – tenorsaxofon
- Pharoah Sanders – tenorsaxofon, slagverk (spår 1, 4)
- Joe Brazil – flöjt
- McCoy Tyner – piano (spår 1, 3–6)
- Jimmy Garrison – bas (spår 1, 3–6)
- Donald Rafael Garrett – basklarinett, bas, slagverk (spår 1, 4)
- Frank Butler – trummor, sång (spår 1, 4)
- Juno Lewis – sång, slagverk (spår 1, 4)